# عظاية الصحراء المدرعة
عظاية الصحراء المدرعة (الاسم العلمي Acanthodactylus scutellatus hardyi) هو نوع من العظاية من فصيلة السحالي الحقيقية، يوجد هذا النوع في السعودية والأردن والكويت والعراق.